# Stora Sundsjön (Tranemo socken, Västergötland)
Stora Sundsjön är en sjö i Tranemo kommun i Västergötland och ingår i Ätrans huvudavrinningsområde. Sjön har en area på 0,0453 kvadratkilometer och ligger 182,1 meter över havet.

## Delavrinningsområde
Stora Sundsjön ingår i det delavrinningsområde (637292-135093) som SMHI kallar för Mynnar i Assman. Medelhöjden är 202 meter över havet och ytan är 32,07 kvadratkilometer. Räknas de 3 avrinningsområdena uppströms in blir den ackumulerade arean 85,03 kvadratkilometer. Musån som avvattnar avrinningsområdet har biflödesordning 3, vilket innebär att vattnet flödar genom totalt 3 vattendrag innan det når havet efter 121 kilometer. Avrinningsområdet består  mestadels av skog (76 %). Avrinningsområdet har 0,21 kvadratkilometer vattenytor vilket ger det en sjöprocent på 0,7 %.